# Stefan
Stefan ist ein männlicher Vorname, seltener auch ein Familienname, eine Variante von Stephan. Die weibliche Form des Namens ist Stefanie.

## Herkunft und Bedeutung
Das altgriechische Wort Στέφανος (Stéphanos) bzw. Στεφάνι (Stepháni) bedeutete ursprünglich „Kranz“ oder „Krone“, beziehungsweise „der Bekränzte“ oder „der Gekrönte“.
Bei den späteren Namensträgern ist jedoch fast stets ein Bezug auf einen der Heiligen dieses Namens anzunehmen. Der bekannteste von ihnen ist der erste Märtyrer des christlichen Glaubens, Stephanus (nach Apostelgeschichte 6  und Apg 7 ).

## Verbreitung
Anfang des 20. Jahrhunderts war Stefan kein sehr populärer Name in Deutschland. Ab Mitte der 40er Jahre wurde der Name aber immer häufiger vergeben. Zwischen 1960 und 1985 war er kontinuierlich unter den häufigsten zehn Jungennamen, im Jahr 1970 sogar auf Platz eins der Häufigkeitsstatistik. Seit Mitte der 90er Jahre hat seine Popularität stark abgenommen.

## Namenstage
- 2. Februar: Stefano Bellesini, seliggesprochener Priester
- 16. August: König Stephan I. von Ungarn, Nationalheiliger
- 26. Dezember: Stephanitag oder Stephanstag als Fest des heiligen Stephanus, des ersten christlichen Märtyrers
- 27. Dezember: (Agiou Stefanou) griechisch-orthodoxer Feiertag des ersten Märtyrers

## Namensvarianten
- Shtjefën, Stefan (albanisch)
- إصتفان (arabisch)
- Ստեփանոս, Ստեփան (armenisch)
- İstfan, Stepan (aserbaidschanisch)
- Стефан/Stefan, Stivan (bulgarisch)
- 史提芬, 史蒂芬, 史地芬, 斯德望, 斯蒂芬 (chinesisch)
- Steffen, Stephen, Stefan, Stephan (dänisch)
- Stephen, Steve, Steven (englisch)
- Tehvan (estnisch)
- Stefan, Steffan, Stephan, Steffen (deutsch)
- Tapani (finnisch)
- Étienne, Stéphane, Estienne (französisch)
- სტეფან Stepan (georgisch)
- Στέφανος Stefanos (griechisch)
- Kepano, Kiwini (hawaiisch)
- סטפן (hebräisch)
- Stefán (isländisch)
- Steafán, Stíofán (irisch)
- Stefano (italienisch)
- シュテファン Schutefan, スティーブン、スティーブ Stiibun, Stiibu (japanisch)
- Esteve (katalanisch)
- 스티븐 Sŭt’ipŭn/Seutibeun (koreanisch)
- Stjepan, Stipan, Stipe, Stipa, Stipo, Stijepo, Štef (kroatisch)
- Stephanus (lateinisch)
- Steponas, Stepas (litauisch)
- Stiefnu (maltesisch)
- Steven, Stefan, Stefanus (niederländisch)
- Steffen (norwegisch)
- Esteban (Tagalog (Philippinen))
- Stefan, Szczepan (polnisch)
- Estevão, Estéfano (portugiesisch)
- Ștefan (rumänisch)
- Stiafen, Steivan (rätoromanisch)
- Стефан, Степан Stepan (russisch)
- Stìobhan, Stiobhan (schottisch-gälisch)
- Staffan, Stefan (schwedisch)
- Стефан/Stefan, Стеван/Stevan, Степан/Stepan, Шћепан/Šćepan (serbisch)
- Stevo (Serbisch, Bosnisch)
- Stefan, Stevan, Stevica, Steva, Stepan, Stjepan, Staphken, Stenka, Stepka, Stepko, Szczepan (slawisch)
- Štefan (slowenisch)
- Sćěpan (sorbisch)
- Esteban, Estevan (spanisch)
- Sitiveni (tongaisch, Fidschi)
- Štěpán, Ištvan (tschechisch)
- İstefanos (türkisch)
- István, Koseformen: Pista, Pisti oder Isti (ungarisch)
- Степан, Стефан Stepan, Stefan (ukrainisch)

Die weiblichen Varianten siehe unter Stefanie.

## Namensträger

### Stefan

#### Künstlername
- Stefan (* 1997), estnischer Popsänger, eigentlich Stefan Airapetjan

#### Geistliche
- Bossuta Stefan, Erzbischof von Gnesen (1027–1028)
- Stefan von Uppsala († 1185), erster Erzbischof von Alt-Uppsala
- Stefan der Serbe (Стефан Србин/Stefan Srbin, 1360–1430) serbischer Mönch,
- Stefan I. (Exarch) (1878–1957), bulgarischer Metropolit und Exarch
- Stefan Oster (* 1965), Bischof von Passau.
- Stefan Heße (* 1966), Erzbischof von Hamburg.

#### Weitere Namensträger

##### A
- Stefan Aigner (* 1987), deutscher Fußballspieler
- Stefan Andres (1906–1970), deutscher Schriftsteller
- Stefan Arend (* 1963), deutscher Sozialmanager, Unternehmer und Publizist
- Stefan Arndt (* 1961), deutscher Filmproduzent
- Stefan Arnold (* 1976), deutscher Rechtswissenschaftler
- Stefan Aust (* 1946), deutscher Journalist

##### B
- Stefan Babinsky (* 1996), österreichischer Skirennläufer
- Stefan Banach (1892–1945), polnischer Mathematiker
- Stefan Behrens (* 1942), deutscher Schauspieler
- Stefan Bellof (1957–1985), deutscher Automobil-Rennfahrer
- Stefan Benz (* 1966), deutscher Journalist und Schriftsteller
- Stefan Berger (1946–2023), deutscher Chemiker
- Stefan Berger (* 1964), deutscher Historiker
- Stefan Berger (* 1969), Schweizer Politiker (SP)
- Stefan Berger (* 1969), deutscher Politiker (CDU)
- Stefan Berger (* 1986), österreichischer Politiker (FPÖ)
- Stefan Bethäuser (* 1963), deutscher Fußballspieler
- Stefan Beuse (* 1967), deutscher Schriftsteller
- Stefan Bissegger (* 1998), Schweizer Radrennfahrer
- Stefan Borg (* 1954), schwedischer literarischer Übersetzer und Verleger
- Stefan Bradl (* 1989), deutscher Motorradrennfahrer
- Stefan Brecht (1924–2009), US-amerikanischer Schriftsteller
- Stefan Brennsteiner (* 1991), österreichischer Skirennläufer
- Stefan Bromberger (* 1982), deutscher Schachspieler
- Stefan Büsser (* 1985), Schweizer Radio- und TV-Moderator und Comedian

##### C
- Stefan Çapaliku (* 1965), albanischer Schriftsteller und Literaturwissenschaftler
- Stefan Cernohuby (* 1982), österreichischer Autor, Herausgeber und Redakteur
- Stefan Christmann (* 1983), deutscher Naturfotograf und Filmemacher
- Stefan Chwin (* 1949), polnischer Schriftsteller und Literaturhistoriker
- Stefan Cohn-Vossen (1902–1936), deutscher Mathematiker
- Stefan Creuzberger (* 1961), deutscher Historiker
- Stefan Czarniecki (1599–1665), polnischer Feldherr

##### D
- Stefan Demary (1958–2010), deutscher Konzeptkünstler
- Stefan Denifl (* 1987), österreichischer Radrennfahrer
- Stefan Diestelmann (1949–2007), deutscher Musiker, Komponist, Autor und Filmproduzent
- Stefan Detscher (* 1980), deutscher Betriebswirtschaftler
- Stefan Dettl (* 1981), deutscher Musiker
- Stefan Dübel (* 1960), deutscher Biologe
- Stefan Dzikowski (* 1957), deutscher Autor

##### E
- Stefan Edberg (* 1966), schwedischer Tennisspieler
- Stefan Effenberg (* 1968), deutscher Fußballspieler
- Stefan Engel (* 1954), deutscher Politiker und Vorsitzender der MLPD
- Stefan Esser (* 1966), deutscher Komponist, Musiker und Pädagoge
- Stefan Ettlinger (* 1958), deutscher Maler, Zeichner und Musiker
- Stefan Evers (* 1979),  deutscher Politiker (CDU)

##### F
- Stefan Fassbinder (* 1966), deutscher Historiker und Kommunalpolitiker
- Stefan Felber (* 1967), deutscher Pfarrer und Alttestamentler
- Stefan Filipp (* 1977), Physiker und Hochschullehrer
- Stefan Fink (1908–2000), deutscher Unternehmer und Kommunalpolitiker
- Stefan Frädrich (* 1972), deutscher Arzt, Betriebswirt und Autor
- Stefan Fredrich (* 1954), deutscher Synchronsprecher
- Stefan Frei (* 1986), Schweizer Fußballtorwart

##### G
- Stefan Gandler  (* 1964), deutsch-mexikanischer Philosoph und Sozialwissenschaftler
- Stefan George (1868–1933), deutscher Schriftsteller
- Stefan Gödde (* 1975), deutscher Fernsehmoderator, Journalist und Buchautor
- Stefan Goldmann (* 1978), deutscher Komponist, DJ und Produzent
- Stefan Gossler (* 1955), deutscher Synchronsprecher und Schauspieler
- Stefan Gubser (* 1957), Schweizer Schauspieler
- Stefan Gwildis (* 1958), deutscher Musiker

##### H
- Stefan Hantel (* 1968), deutscher Musiker, Musikproduzent und DJ
- Stefan Hecker (1959–2019), deutscher Handballtorwart
- Stefan Hell (* 1962), rumäniendeutscher Physiker
- Stefan Hess (* 1965), Schweizer Historiker und Kunsthistoriker
- Stefan Heym (1913–2001), deutscher Schriftsteller und Journalist (eigtl. Helmut Flieg)
- Stefan Hippe (* 1966), deutscher Komponist, Dirigent und Akkordeonist
- Stefan Hockertz (* 1960), deutscher Pharmakologe und Unternehmer
- Stefan Hofer (Romanist) (1888–1959), österreichischer Romanist
- Stefan Hofer (Politiker, 1975) (* 1975), Schweizer Politiker (SVP)
- Stefan Hofer (Eishockeyspieler) (* 1976), österreichischer Eishockeyspieler
- Stefan Hofer (Politiker, 1986) (* 1986), österreichischer Politiker (SPÖ)
- Stefan Homburg (* 1961), deutscher Finanzwissenschaftler
- Stefan Huber (* 1986), Schweizer Pokerspieler
- Stefan Hundt (* 1958), deutscher Politiker (CDU)

##### I
- Stefan Ilić (* 1990), serbischer Eishockeyspieler
- Stefan Ilić (* 2002), deutscher Fußballspieler
- Stefan Ilsanker (* 1965), deutscher Rennrodler
- Stefan Ilsanker (* 1989), österreichischer Fußballspieler
- Stefan Imhof (1870–1963), deutscher Arzt und Kommunalpolitiker
- Stefan Immerfall (* 1958), deutscher Soziologe und Hochschullehrer
- Stefan Ineichen  (* 1958), Schweizer Autor
- Stefan Ishizaki (* 1982), schwedischer Fußballspieler

##### J
- Stefan Jedele (1954–2022), deutscher Fernsehproduzent
- Stefan Jedlicka (* 1985), österreichischer Pokerspieler
- Stefan Jellinek (1871–1968), österreichisch-britischer Mediziner
- Stefan Jung (* 1970), deutscher Wirtschaftswissenschaftler
- Stefan Jürgens (* 1963), deutscher Schauspieler und Musiker

##### K
- Stefan Kälin (* 1942), Schweizer Skirennfahrer
- Stefan Kasper (* 1988), deutscher Snookerspieler
- Stefan Kiefer (1965–2017), deutscher Motorradrennfahrer und Teamchef
- Stefan Kießling (* 1984), deutscher Fußballspieler
- Stefan Kießling (* 1979), deutscher Organist
- Stefan Kipf (* 1964), deutscher Altphilologe
- Stefan Kläsener (1964–2024), deutscher Journalist, Theologe und Chefredakteur
- Stefan Klaus (* 1977), deutsch-schweizerischer Handballspieler
- Stefan Klinger (* 1978), deutscher Skibergsteiger
- Stefan Körner (* 1978), deutsch-österreichischer Kunsthistoriker
- Stefan Kraft (* 1993), österreichischer Skispringer
- Stefan Krämer (* 1967), deutscher Fußballtrainer
- Stefan Kretzschmar (* 1973), deutscher Handballspieler
- Stefan Krikl (* 1936), US-amerikanischer Künstler, Vertreter des Expressionismus
- Stefan Kühl (* 1966), deutscher Soziologe
- Stefan Kuhlmann (* 1954), deutscher Politikwissenschaftler und Hochschullehrer
- Stefan Küng (* 1993), schweizerisch-liechtensteinischer Radrennfahrer
- Stefan Kuntz (* 1962), deutscher Fußballspieler

##### L
- Stefan Lang (* 1970), deutscher Statistiker und Hochschullehrer
- Stefan Langer (* 1959), deutscher Jurist, Richter am Bundesverwaltungsgericht
- Stefan Lanka (* 1963), deutscher Molekularbiologe
- Stefan Lehnberg (* 1964), deutscher Humorist
- Stefan Lochner (um 1400–1451), deutscher Maler
- Stefan Löfven (* 1957), schwedischer Politiker

##### M
- Stefan Maderer (* 1996), deutscher Fußballspieler
- Stefan Mappus (* 1966), deutscher Politiker
- Stefan May (* 1956), deutscher Volkswirt und Hochschullehrer
- Stefan Mross (* 1975), deutscher Sänger und Fernsehmoderator
- Stefan Valentin Müller (* 1962), deutscher Tierarzt und Schriftsteller
- Stefan Münz (* 1960), deutscher Informatiker, Autor von SELFHTML

##### N
- Stefan Nebel (* 1981), deutscher Motorradrennfahrer
- Stefan Neubert (* 1982), deutscher Dirigent und Kapellmeister
- Stefan Neuhaus (* 1965), deutscher Germanist, Hochschullehrer
- Stefan Niggemeier (* 1969), deutscher Medienjournalist
- Stefan Nimke (* 1978), deutscher Bahnradsportler
- Stefan Nimmesgern (* 1956), deutscher Fotograf

##### O
- Stefan Oberndorfer (* 1959), deutscher Unternehmer und Autorennfahrer
- Stefan Offermanns (* 1964), deutscher Mediziner, Pharmakologe und Hochschullehrer
- Stefan Olszowski (1931–2023), polnischer Politiker
- Stefan Ortseifen (* 1950), deutscher Bankmanager
- Stefan Oschmann (* 1957), deutscher Manager
- Stefan Otteni (* 1966), deutscher Theaterregisseur und -schauspieler

##### P
- Stefan Parrisius (* 1963), deutscher Rundfunkmoderator
- Stefan Plepp (* 1968), deutscher Schauspieler
- Stefan Posch (* 1977), österreichischer Politiker (FRITZ)
- Stefan Posch (* 1997), österreichischer Fußballspieler

##### Q
- Stefan Quandt (* 1966), deutscher Unternehmer
- Stefan Quante (* 1959), deutscher Journalist

##### R
- Stefan Raab (* 1966), deutscher Showmaster und Fernsehproduzent
- Stefan Rahmstorf (* 1960), deutscher Klimaforscher
- Stefan Räpple (* 1981), deutscher Politiker
- Stefan Reschke (1965–2022), deutscher Schachspieler
- Stefan Roloff (* 1953), deutscher Filmemacher
- Stefan Ruzowitzky (* 1961), österreichischer Filmregisseur und Drehbuchautor

##### S
- Stefan Salger (* 1996), deutscher Handballspieler
- Stefan Schärer (* 1965), Schweizer Handballspieler
- Stefan Schillhabel (* 1987), deutscher Pokerspieler
- Stefan M. Schmid (* 1943), Schweizer Geologe
- Stefan Schmuckenschlager (* 1978), österreichischer Politiker (ÖVP)
- Stefan Schnöll (* 1988), österreichischer Politiker (ÖVP)
- Stefan Schottlaender (1928–1991), deutscher Mathematiker und Hochschullehrer
- Stefan Schumacher (* 1981), deutscher Radrennfahrer und Triathlet
- Stefan Selakovic (* 1977), schwedischer Fußballspieler
- Stefan Selke (* 1967), deutscher Soziologe und Hochschullehrer
- Stefan M. Seydel (* 1965), Schweizer Künstler
- Stefan Sick (* 1981), deutscher Kameramann, Regisseur und Filmeditor
- Stefan Siller (* 1950), deutscher Radiomoderator
- Stefan Skora (* 1960), deutscher Kommunalpolitiker (CDU)
- Stefan Slupetzky (* 1962), österreichischer Schriftsteller, Krimiautor, Kinderbuchautor, Illustrator und Musiker
- Stefan Sodat (1907–1988), österreichischer Politiker und Bauernbundfunktionär
- Stefan Sodat (* 1941), österreichischer Skirennläufer
- Stefan Soltek (* 1956), deutscher Kunsthistoriker
- Stefan Soltész (1949–2022), ungarisch-österreichischer Dirigent
- Stefan Spirovski (* 1990), mazedonischer Fußballspieler
- Stefan Sprenger (* 1962), liechtensteinischer Schriftsteller
- Stefan Springschitz (1895–1987), österreichischer Politiker (SPÖ)
- Stefan Steinemann (* 1992), deutscher Kirchenmusiker, Domkapellmeister
- Stefan Stoppok (* 1956), deutscher Musiker
- Stefan Straßer (* 1965), deutscher Improvisationsmusiker und Klangkünstler
- Stefan Ströbitzer (* 1966), österreichischer Journalist

##### T
- Stefan Tabacznik (* 1948), Schweizer Radio- und TV-Moderator
- Stefan Tewes (* 1967), deutscher Hockeyspieler
- Stefan Tewes (* 1980), deutscher Wirtschaftswissenschaftler
- Stefan Thurner (* 1969), österreichischer Physiker und Komplexitätsforscher
- Stefan Titze (* 1994), deutscher Comedy-Autor und Podcaster
- Stefan Troebst (* 1955), deutscher Historiker, Slavist und Publizist

##### U
- Stefan Uhmann (* 1986), deutscher Volleyball- und Beachvolleyballspieler
- Stefan Ulmer (* 1990), österreichischer Eishockeyspieler
- Stefan Ummenhofer (* 1969), deutscher Autor und Journalist
- Stefan Ustorf (* 1974), deutscher Eishockeyspieler

##### V
- Stefan Vacano (1874/1878–1963), österreichischer Feuilletonist, Schriftsteller und Schauspieler
- Stefan Verra (* 1973), österreichischer Autor
- Stefan Vesper (* 1956), deutscher Theologe und Generalsekretär des Zentralkomitee der deutschen Katholiken (ZdK)
- Stefan Vladar (* 1965), österreichischer Pianist und Dirigent
- Stefan Vögel (* 1969), österreichischer Theaterautor und Kabarettist

##### W
- Stefan Wächter (* 1978), deutscher Fußballtorhüter
- Stefan Waggershausen (* 1949), deutscher Liedermacher und Autor
- Stefan Wehmeier (* 1970), deutscher Schachspieler
- Stefan Weinfurter (1945–2018), deutscher Mittelalterhistoriker
- Stefan Wiesner (* 1961), Schweizer Koch
- Stefan Wigger (1932–2013), deutscher Schauspieler und Synchronsprecher
- Stefan Winter (* 1968), Sportphilologe und Teamchef Skibergsteigen
- Stefan Wolpe (1902–1972), deutscher Komponist
- Stefan Wyszyński (1901–1981), polnischer Kardinal

##### Z
- Stefan Zauner (* 1952), deutscher Musiker und Sänger der „Münchener Freiheit“
- Stefan Zielen (* 1957), deutscher Arzt
- Stefan Zimkeit (* 1964), deutscher Politiker (SPD)
- Stefan Zweig (1881–1942), österreichischer Schriftsteller

### Štefan
- Štefan Hadalin (* 1995), slowenischer Skirennläufer

### Ștefan
- Ștefan Radu (* 1986), rumänischer Fußballspieler

### Stefán
- Stefán Guðmundur Guðmundsson, ursprünglicher Name des isländischen Dichters und Farmers Stephan G. Stephansson
- Stefán Hörður Grímsson (1919–2002), isländischer Schriftsteller
- Stefán Sigurðsson frá Hvítadal (1887–1933), isländischer Dichter
- Stefán Jóhann Stefánsson (1894–1980), isländischer Politiker und Premierminister
- Stefán Karl Stefánsson (1975–2018), isländischer Theater- und Filmschauspieler

### Stefen
- Stefen Fangmeier (* 1960), US-amerikanischer Filmregisseur und Visual Effects Artist
- Stefen Schmitt (* 1974), deutscher Filmeditor
- Stefen Wisniewski (* 1989), US-amerikanischer American-Football-Spieler

### Stefon
- Stefon Diggs (* 1993), US-amerikanischer Footballspieler
- Stefon Harris (* 1973), US-amerikanischer Jazz-Musiker
- Stefon Jackson (* 1985), US-amerikanischer Basketballspieler

### Stéphane
- Stéphane Audran (1932–2018), französische Schauspielerin
- Stéphane Beel (* 1955), belgischer Architekt und Industriedesigner
- Stéphane Blancafort (* 1970), französischer Schauspieler und Theaterregisseur
- Stéphane Chapuisat (* 1969), Schweizer Fußballspieler
- Stéphane Desombre (1907–1981), französischer Abenteurer und Schriftsteller
- Stéphane Grappelli (1908–1997), französischer Jazz-Violinist
- Stéphane Grégoire (* 1968), französischer Fußballspieler und -trainer
- Stéphane Guivarc’h (* 1970), französischer Fußballspieler
- Stéphane Henchoz (* 1974), schweizerischer Fußballspieler
- Stéphane Hessel (1917–2013), französischer Widerstandskämpfer, Diplomat und Autor
- Stéphane Lambiel (* 1985), Schweizer Eiskunstläufer
- Stéphane Mallarmé (1842–1898), französischer Schriftsteller
- Stéphane Messi (* 1972), französischer Para-Tischtennisspieler
- Stéphane Rochon (* 1974), kanadischer Freestyle-Skier
- Stéphane Ruffier (* 1986), französischer Fußballtorwart
- Stéphane Sarrazin (* 1975), französischer Autorennfahrer
- Stéphane Sednaoui (* 1960), französischer Fotograf und Regisseur
- Stéphane Séjourné (* 1985), französischer Politiker
- Stéphane Yonnet (* 1976), französischer Freestyle-Skier

### Stephen
- Stephen Curry (* 1988), US-amerikanischer Basketballspieler
- Stephen Appiah (* 1980), ghanaischer Fußballspieler
- Stephen Bannon (* 1953), US-amerikanischer Publizist
- Stephen Belcher (* 1953), US-amerikanischer Akademiker und Autor zu afrikanischer Literatur
- Stephen Biko (1946–1977), südafrikanischer Freiheitskämpfer unter dem Apartheidsregime, siehe Steve Biko
- Stephen Chidwick (* 1989), britischer Pokerspieler
- Stephen Crane (1871–1900), US-amerikanischer Schriftsteller
- Stephen Elop (* 1963), kanadischer Manager
- Stephen Fry (* 1957), britischer Schauspieler und Schriftsteller
- Stephen Gately (1976–2009), irischer Sänger und Schauspieler
- Stephen Gould (1962–2023), US-amerikanischer Sänger (Tenor)
- Stephen Jay Gould (1941–2002), US-amerikanischer Evolutionsforscher
- Stephen Hawking (1942–2018), britischer Physiker
- Stephen Haynes (* 1955), US-amerikanischer Jazzmusiker
- Stephen Hillenburg (1961–2018), US-amerikanischer Cartoon-Produzent
- Stephen King (* 1947), US-amerikanischer Schriftsteller
- Stephen McHattie (* 1947), kanadischer Schauspieler
- Stephen Neill (1900–1984), schottischer Theologe und Hochschullehrer
- Stephen Oppenheimer (* 1947), britischer Arzt und Autor
- Stephen Rea (* 1946), irischer Schauspieler
- Stephen Shellen (* 1957), kanadischer Schauspieler
- Stephen Arthur Stills (* 1945), US-amerikanischer Sänger, Songwriter, Multi-Instrumentalist und Musikproduzent
- Stephen Wolff, US-amerikanischer Elektrotechniker und Internetpionier

### Stephon(e)
- Stephon Marbury (* 1977), US-amerikanischer Basketballspieler
- Stephone Anthony (* 1992), US-amerikanischer Footballspieler

### Stevan
- Stevan Jovetić (* 1989), montenegrinischer Fußballspieler
- Stevan Stojanović Mokranjac (1856–1914), serbischer Komponist
- Stevan Paul (* 1969), deutscher Foodstylist und Autor
- Stevan D. Popović (1844–1902), serbischer Pädagoge und Politiker
- Stevan Sinđelić (1770–1809), serbischer Wojwodenführer
- Stevan Tontić (1946–2022), bosnischer Schriftsteller und Übersetzer

### Steve
- Seasick Steve (* 1951), US-amerikanischer Bluesmusiker
- Steve Allen (1921–2000), US-amerikanischer Komiker
- Steve Arnold (* 1949), US-amerikanischer Politiker, Bürgermeister von Fitchburg, Wisconsin
- Steve Austin (* 1964), US-amerikanischer Wrestler und Schauspieler
- Steve Baker (* 1953), britischer Mundharmonikaspieler und Bluesmusiker
- Steve Ballmer (* 1956), US-amerikanischer Manager
- Steve Barton (1954–2001), US-amerikanischer Schauspieler
- Steve Bedrosian (* 1957), US-amerikanischer Baseballspieler
- Steve Bronski (1960–2021), britischer Musiker
- Steve Byrne (* 1978), schottischer Folksänger und Musikethnologe
- Steve Campbell (* 1966), englischer Snookerspieler
- Steve Carstensen (* 1990), deutscher Party-DJ, siehe DJ Cashi
- Steve Cropper (* 1941), US-amerikanischer Gitarrist, Musikproduzent und Songwriter
- Steve Davis (* 1957), englischer Snookerspieler
- Steve Desovich (* 1965), US-amerikanischer Freestyle-Skier
- Steve Duggan (* 1958), englischer Snookerspieler
- Steve Fossett (1944–2007), US-amerikanischer Milliardär, Flugpionier und Regattasegler
- Steve Gee (* 1955), US-amerikanischer Pokerspieler
- Steve Gohouri (1981–2015), ivorisch-französischer Fußballspieler
- Steve Gross (* 1985), US-amerikanischer Pokerspieler
- Steve Hackett (* 1950), britischer Komponist und Musiker, Ex-Gitarrist von Genesis
- Steve Harley (1951–2024), englischer Musiker
- Steve Irwin (eigentlich Stephen Robert; 1962–2006), australischer Tierfilmer
- Steve James (* 1953), US-amerikanischer Regisseur und Produzent
- Steve Jobs (1955–2011), US-amerikanischer Unternehmer, Mitbegründer von Apple
- Steve Jordan, US-amerikanischer Musikproduzent, Songschreiber und Schlagzeuger
- Steve Largent (* 1954), US-amerikanischer Footballspieler
- Steve Lee (1963–2010), Schweizer Musiker
- Steve Leisen (* 1976), luxemburgischer Poolbillardspieler
- Steve Lillywhite (* 1955), britischer Musikproduzent
- Steve Mahre (* 1957), US-amerikanischer Skirennläufer
- Steve Maltais (* 1969), kanadischer Eishockeyspieler
- Steve Martin (* 1945), US-amerikanischer Schauspieler
- Steve Martin (* 1968), australischer Motorradrennfahrer
- Steve McQueen (1930–1980), US-amerikanischer Schauspieler
- Steve Miller (1950–2024), US-amerikanischer Science-Fiction-Autor
- Steve Miller (* 1943), US-amerikanischer Rockmusiker
- Steve Newbury (* 1956), walisischer Snookerspieler
- Steve O’Dwyer (* 1982), amerikanisch-irischer Pokerspieler
- Steve Podborski (* 1957), kanadischer Skirennläufer
- Steve Race (1921–2009), britischer Musiker und Rundfunkmoderator
- Steve Schmutzler (* 1984), deutscher Faustball-Nationalspieler
- Steve Stirling (* 1949), kanadischer Eishockeytrainer
- Steve Sung (* 1985), US-amerikanischer Pokerspieler
- Steve Terreberry (* 1987), kanadischer Webvideoproduzent, Metal-Musiker und Komiker
- Steve Vai (* 1960), US-amerikanischer Gitarrist
- Steve Wozniak (eigentlich Stephan Wozniak; * 1950), US-amerikanischer Informatiker, Mitgründer von Apple
- Steve Yzerman (* 1965), kanadischer Eishockeyspieler

## Familienname
- Anja Štefan (* 1969), slowenische Schriftstellerin, Lyrikerin und Geschichtenerzählerin
- Brigitte Stefan (* 1952), deutsche Sängerin, siehe Brigitte Stefan & Meridian
- Constantin Ștefan (Fußballspieler, 1939) (1939–2012), rumänischer Fußballspieler und -trainer
- Constantin Ștefan (Fußballspieler, 1951) (* 1951), rumänischer Fußballtorwart
- Daniel Stefan (* 1990), österreichischer Eishockeyspieler
- Gheorghe Ștefan († 1668), Herrscher des Fürstentums Moldau
- Gheorghiță Ștefan (* 1986), rumänischer Ringer
- Greg Stefan (* 1961), kanadischer Eishockeyspieler und -trainer
- Harald Stefan (* 1965),  österreichischer Politiker (FPÖ)
- Hermann Stefan (Mediziner, 1904) (1904–1980), deutscher Neurologe und Psychiater
- Hermann Stefan (Mediziner, 1945) (* 1945), deutscher Neurologe und Epileptologe
- Josef Stefan (Jožef Štefan; 1835–1893), österreichischer Mathematiker und Physiker
- Jutta Stefan-Bastl (* 1946), österreichische Diplomatin
- Karl Stefan (1884–1951), US-amerikanischer Politiker
- Leo Stefan (* 1970), deutscher Eishockeyspieler
- Lucian Ștefan (* 2006), rumänischer Leichtathlet
- Maria Ștefan (* 1954), rumänische Kanutin
- Patrik Štefan (* 1980), tschechischer Eishockeyspieler
- Paul Stefan (1879–1943), österreichischer Musikwissenschaftler und -schriftsteller
- Peter Stefan (1941–1978), slowakischer Mathematiker
- Romeo Mihai Ştefan, rumänischer Handballschiedsrichter
- Tim Stefan (* 1995), deutscher Handballspieler
- Verena Stefan (1947–2017), Schweizer Schriftstellerin
- Wolfgang Stefan (* 1961), deutscher Bildhauer und Maler

## Form Stefen
- Wilhelm Stefen (1867–1931), Bürgermeister der Gemeinde Fischeln